# Univers-bloc
 (mars 2024).
Si vous disposez d'ouvrages ou d'articles de référence ou si vous connaissez des sites web de qualité traitant du thème abordé ici, merci de compléter l'article en donnant les références utiles à sa vérifiabilité et en les liant à la section « Notes et références ».
En philosophie du temps et en cosmologie, la théorie de l'Univers-bloc est une conception du temps selon laquelle l'Univers tout entier se déploie dans un continuum d'espace-temps où tous les événements présents, passés et futurs existent de la même façon. 
Cette vision est renforcée par le constat de l'inexistence d'une simultanéité absolue valable pour l'univers entier, mis en évidence par la relativité restreinte. Le « présent » devenant une notion relative à un observateur, avec un même événement pouvant être dans le passé d'un observateur et le futur d'un autre se croisant au même endroit au même moment, il devient difficile de soutenir que le réel n'est que ce qui existe maintenant. Cela conduit à considérer l'existence de l'univers dans toute son extension temporelle sans donner une importance particulière au présent.
Cette vision éternaliste s'oppose au présentisme, pour lequel seul le présent a une existence réelle. Cette vision pose aussi la question du libre arbitre.

## Quadridimensionnalisme
La théorie de l'Univers-bloc est associée à une conception quadridimensionnaliste du monde où  chaque objet comprend non pas trois mais quatre dimensions dont une longueur de temps. On parle alors de « vers spatio-temporels »  pour illustrer ces êtres temporellement étendus dont chaque « phase » correspond à un instant indivisible (à l'instar des points géométriques de l'espace). Dans cette perspective, les personnes elles-mêmes sont des  agrégats de phases dont les relations de continuité et de connectivité mentales constituent l'unité à travers le temps.

## Éternalisme
Selon la théorie de l'Univers-bloc, tout ce qui existe dans l'espace-temps existe objectivement de toute éternité (sub specie aeternitatis), et le cours du temps n'est qu'une illusion qui provient de la façon dont nous prenons conscience du monde. Les événements passés ainsi que les événements futurs ont autant d'actualité que les événements présents, et la distinction entre présent, passé et futur ne décrit pas la structure objective du temps mais seulement notre relation subjective aux événements. Cette théorie implique en ce sens une conception « éternaliste » du temps qui s'oppose au « présentisme ».

## Voyage dans le temps
La théorie de l'Univers-bloc admet la possibilité théorique du voyage dans le temps. Puisque le cours du temps n'existe pas objectivement, il n'existe pas non plus de flèche du temps et il est donc théoriquement possible de parcourir la succession des événements à rebours.
Cependant, certaines formulations de l'Univers-bloc rendraient impossible l'existence du voyage dans le temps. Notamment celle qui imposerait de respecter la conjecture de protection chronologique ou celle qui obligerait le voyageur à réaliser des actions impossibles physiquement pour voyager dans le temps (comme voyager plus vite que la lumière ou violer le principe de causalité).